# Strephonota bicolorata
Espèce
Strephonota bicolorata est un papillon de la famille des Lycaenidae, de la sous-famille des Theclinae et du genre Strephonota.

## Dénomination
Strephonota bicolorata a été décrit par Christophe Faynel en 2003.

## Description
Strephonota bicolorata est un petit papillon avec une longue fine queue à chaque aile postérieure. Le dessus de couleur bleu outremer avec aux ailes antérieures une partie noire le long du bord costal et du 1/4 du bord costal à l'angle interne alors que les ailes postérieures ont uniquement une large bande costale noire.
Le revers est beige foncé avec une partie basale et une bande costale aux ailes antérieures presque noire et aux ailes postérieures deux ocelles rouge dont un en position anale.

## Écologie et distribution
Strephonota bicolorata vit en Guyane,.

### Protection
Pas de statut de protection particulier.